# Odessa Pojizna
Odessa Pojizna (ukr. Одеса-Поїзна, ros. Одесса-Поездная) – przystanek kolejowy w miejscowości Odessa, w obwodzie odeskim, na Ukrainie. Nazwa pochodzi od pobliskiej ulicy Pojizna (Поїзна).